# فالنتين جروبيك
فالنتين جروبيك (بالألمانية: Valentin Grubeck)‏ (26 فبراير 1995 في النمسا - ) هو لاعب كرة قدم نمساوي في مركز الهجوم. شارك مع منتخب النمسا تحت 17 سنة لكرة القدم ومنتخب النمسا تحت 18 سنة لكرة القدم ومنتخب النمسا تحت 19 سنة لكرة القدم ومنتخب النمسا تحت 20 سنة لكرة القدم. أما مع النوادي، فقد لعب مع أوستريا فيينا ونادي غروديغ ونادي أوستريا سالزبورغ وSV Horn ‏.

## وصلات خارجية
- فالنتين جروبيك على موقع قاعدة بيانات كرة القدم.إي يو (الإنجليزية)
- فالنتين جروبيك على موقع Soccerway.com (الإنجليزية)
- فالنتين جروبيك على موقع عالم كرة القدم.نت (الإنجليزية)